# Владко, Владимир Николаевич
Влади́мир Никола́евич Владко́ (псевдоним, настоящее имя Влади́мир Никола́евич Еремченко) (26 декабря 1900  [8 января 1901] или 26 декабря 1900, Санкт-Петербург — 21 апреля 1974, Киев) — украинский советский журналист, писатель-фантаст. Один из основоположников советской фантастики.

## Биография
- 1921 год — окончил Воронежский институт народного просвещения, начал работать журналистом
- 1941 — политический комментатор украинской радиостанции имени Т. Г. Шевченко в Саратове, специальный корреспондент Совинформбюро
- 1943 — корреспондент газеты «Правда» в Харьковской области
- 1944 — вступил в ряды КПСС
- 1947 — начальник Главреперткома УССР
- 1951 — главный редактор киевской «Литературной газеты»[источник не указан 522 дня]

Скончался 21 апреля 1974 года. Похоронен на Байковом кладбище в Киеве.

### Книги
- 1936 — сборник «Двенадцать рассказов»
- 1962 — сборник «Волшебные рассказы»

### Романы
- 1939 — роман «Потомки Скифов»
- 1941 — роман «Седой капитан»
- 1967 — роман «Железный бунт»

### Повести и рассказы
- 1929 — повесть «Идут роботы» (Ідуть роботарі)
- 1930 — рассказ «Молния в плену»
- 1930 — рассказ «Ракетоплан С-218»
- 1930 — рассказ «Мать всех цветов и всего живого»
- 1934 — повесть «Сберкасса времени» (или «Время взаймы»)
- 1935—1955 — повесть «Аргонавты Вселенной»
- 1936 — рассказ «Аэроторпеды поворачивают назад»
- 1941 — рассказ «Приключения Ивана Ивановича»
- 1961 — повесть «Время взаймы»
- 1963 — рассказ «Двойники Стёпы Лозникова»
- 1963 — рассказ «Камень с планеты Тау»
- 1963 — повесть «Фиолетовая гибель»
- 1965 — рассказ «Тайна его спутников»
- 1965 — рассказ «Чудесный поляризатор»
- 1968 — рассказ «На Луне как на Луне»
- 1969 — рассказ «Встреча в космосе»
- 1971 — рассказ «Защита облачной планеты»

## Награды
- Орден «Знак Почёта»